# Nadelventil
Ein Nadelventil ist ein Ventiltyp mit einer kleinen Öffnung und einem mit Gewinde versehenen, nadelförmigen Absperrkörper. Es ermöglicht eine präzise Regulierung der Strömung.

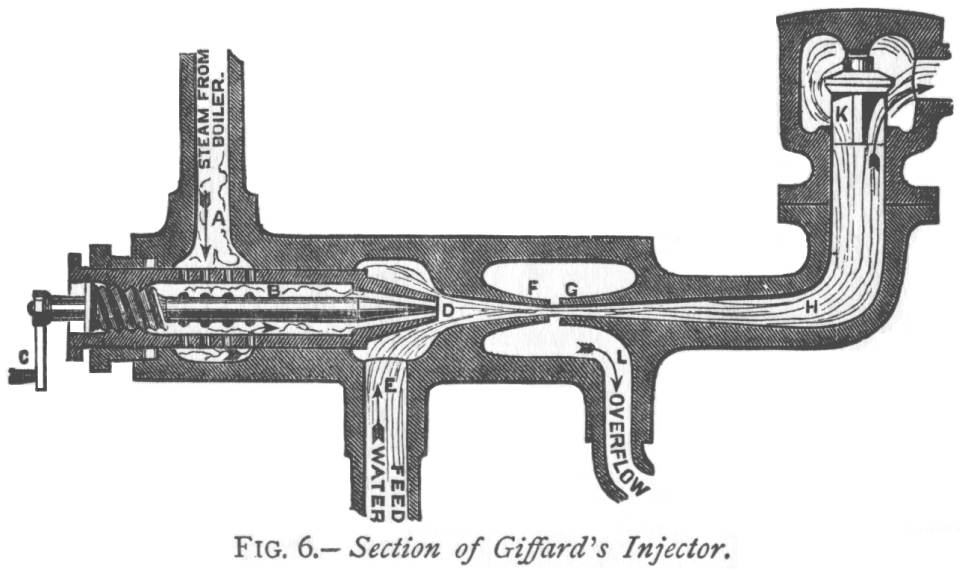
Dampfstrahlpumpe mit Nadelventil (B) und Nadelventilkurbel (C)

## Aufbau und Funktionsweise
Der Ventilkolben kann rotiert werden. Durch das Gewinde wird die Rotation in eine Längsbewegung übersetzt. Dabei vergrößert oder verkleinert die nadelförmige Spitze die Öffnung des Ventils. Durch den kleinen Kegelwinkel der Nadel ergibt sich ein geringes Verhältnis aus der Änderung des strömungsrelevanten Querschnitts und der Längsverschiebung der Nadel. So ergibt sich eine sehr empfindliche Einstellung des Durchflusses.
Packungsgedichtete Ventile sind dynamisch gedichtete Ventile. Dynamische Abdichtung bedeutet, dass eine Relativbewegung zwischen dem Dichtkörper (Spindel/Kugel/Küken) und dem Dichtungsmaterial möglich ist. Letzteres wird auch Packung genannt.
Typische Dichtmaterialien sind Teflon oder O-Ringe aus Perbunan, Viton, EPR/EPDM, Kalrez bei Standardventilen, PEEK oder Graphit bei Ventilen für höhere Temperaturen. Diese Ventiltypen besitzen ab Werk eine Schmierung auf Silikonbasis. Dies erhöht die Lebensdauer der Packung, minimiert den Abrieb im Ventil und senkt das erforderliche Betätigungsmoment.

### Nadelventile mit Spindelpackungoberhalbdes Spindelgewindes
Mögliche unerwünschte Effekte

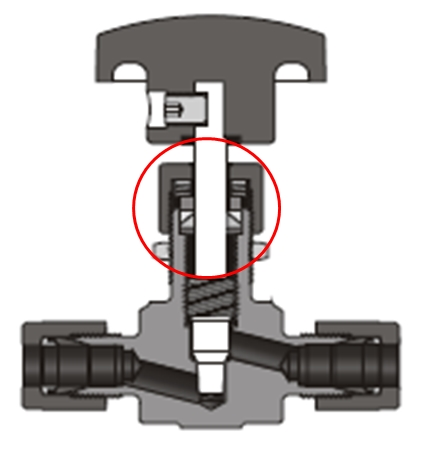
Nadelventil mit Spindelpackung oberhalb des Spindelgewindes

- Kontamination der Medien durch Schmierstoffe und Partikel aus dem Spindelgewinde
- Auswaschen der Schmierstoffe aus dem Gewinde, Schwergängigkeit bis hin zum Festfressen des Spindelgewindes
- Unverträglichkeit der Medien mit den Schmierstoffen
- Messfehler in der Chromatographie durch nicht erwünschte Medienverunreinigung
- Häufig defekte Ventilsitze aufgrund nicht sachgemäßer Behandlung (bei Metallsitz)
- Schlecht zu reinigen z. B. bei kristallisierenden Medien oder nach Zusetzen mit Feststoffen

Vorteile
- Relativ kostengünstiges, bei richtiger Anwendung robustes Ventil für einfache Anwendungen
- Erhältlich mit verschiedenen Spindelspitzen: Absperren, Regulieren, Weichsitz, nicht mitdrehende Spindelspitze
- Packung von außen nachstellbar

### Nadelventile mit Spindelpackungunterhalbdes Spindelgewindes
Mögliche unerwünschte Effekte

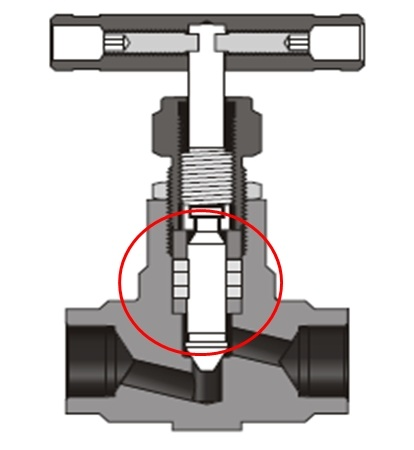
Absperrventil mit Spindelpackung unterhalb des Spindelgewindes

- Häufig defekte Ventilsitze aufgrund nicht sachgemäßer Behandlung (bei Metallsitz)
- Relativ hohes Betätigungsmoment da für hohe Drücke ausgelegt
- Schlecht zu reinigen z. B. bei kristallisierenden Medien oder nach Zusetzen mit Feststoffen

Vorteile
- Robustes Ventil mit nichtdrehender Spindelspitze, dadurch Beschädigungen des Sitzes bzw. Riefen an der Spitze nicht ganz so häufig
- Erhältlich mit verschiedenen Spindelspitzen: Edelstahl, Weichsitze wie PCTFE oder PEEK, Stellite (Hartlegierung auf Cobalt-Chrom-Basis), sowie Absperrung, Regelspitze oder Kugel (für raue Einsätze)
- Mit Graphit-Packungen für Temperaturen bis max. 649 °C geeignet
- Durch Packungsposition keine Kontaminierung des Mediums, bzw. Auswaschen der Schmiermittel aus dem Gewinde
- Von außen nachstellbare Packung

## Typische Anwendungen
- Labore
- Industriegase
- Anlagen- und Verfahrenstechnik
- Forschung und Entwicklung
- Rüstung, Luft- & Raumfahrt
- Allg. Gasereinheiten bis max. 5.0.